# Le Tourbillon de l'amour
Le Tourbillon de l’Amour (Sturm der Liebe) est un feuilleton télévisé quotidien allemand créé par Bea Schmidt et diffusé depuis le 26 septembre 2005 sur la première chaîne publique allemande Das Erste.
À l'origine Sturm der Liebe était une telenovela qui devait s'achever au bout de 100 épisodes (une telenovela compte en moyenne 200 épisodes répartis sur sept à huit mois). Mais elle est finalement devenue une série à part entière, dans la lignée des soap opéra qui n'ont pas de fin. À ce titre, elle a été renouvelée à plusieurs reprises et reconduite chaque année depuis 2006. Tout comme les soap opéra (Les Feux de l'amour, Amour, gloire et beauté ou Des jours et des vies, etc.) chaque nouvel épisode est la suite directe du précédent sur fond d'intrigue mêlant amour, trahisons, complots, histoires familiales et professionnelles…
En France, la série a été baptisée Le Tourbillon de l'Amour et diffusée sur France 2 du mardi 2 avril 2013 au 3 mai 2013 à raison d'un épisode par jour du lundi au vendredi à 16 h. La diffusion a commencé sur France 2 à partir de la saison 7 de la série (diffusée en 2011-2012 en Allemagne) avec l'épisode 1392, premier épisode de la saison 7, diffusé le 11 octobre 2011 en Allemagne. La chaîne a mis fin à la diffusion le vendredi 3 mai 2013 après seulement un mois de diffusion à cause d'une audience jugée insuffisante. Des épisodes ont aussi été diffusés sur le réseau Outre-Mer 1re à partir de septembre 2014. La série fait son grand retour en France le dimanche 21 février 2016 sur France 4 qui reprend la diffusion de la série la nuit (entre 1 h et 4 h du matin) à partir du premier épisode de la saison 7. Depuis début avril 2016, France 4 diffuse des épisodes inédits de la série (à partir de l'épisode 24), jamais diffusés par France 2 qui avait stoppé la diffusion à l'épisode 23 en 2013. Le vendredi 26 août 2016, France 4 a diffusé l'épisode 125 (épisode 1516 de la saison 7, inédit en France) avant de mettre la diffusion en pause. Le 6 novembre 2016, la chaîne a repris la diffusion des inédits à partir de l'épisode 126 (épisode 1517, inédit en France).

## Synopsis
L'action se déroule dans la ville fictive de Vagen et ses quartiers et autour d'un hôtel cinq étoiles baptisé Fürstenhof situé au cœur de la ville de Vagen à Feldkirchen-Westerham près de Rosenheim, en Bavière (sud-est de l'Allemagne). La série met en scène différentes histoires où de nombreuses familles et personnages sont liés les uns aux autres. L'intrigue tourne autour des propriétaires de l'hôtel, de familles influentes, des employés et du petit personnel de l'établissement.

## Distribution

### Couples stars
| Acteur                        | Personnage                            | Épisode(s)                | Saison(s) d'apparition    | Apparitions exceptionnelles (guest) |
| Saison 1 – Épisodes 1–313     | Saison 1 – Épisodes 1–313             | Saison 1 – Épisodes 1–313 | Saison 1 – Épisodes 1–313 | Saison 1 – Épisodes 1–313           |
| ----------------------------- | ------------------------------------- | ------------------------- | ------------------------- | ----------------------------------- |
| Henriette Richter-Röhl        | Laura Saalfeld, née Mahler            | 1–313                     | 2005–2007                 | 998–1001 (2010)                     |
| Gregory B. Waldis             | Alexander Saalfeld                    | 1–313                     | 2005–2007                 | 385–387 (2007) 500–505 (2007)       |
| Saison 2 – Épisodes 314–520   |                                       |                           |                           |                                     |
| Lorenzo Patané                | Robert Saalfeld                       | 1–520                     | 2005–2007                 | 998–1001 (2010)                     |
| Inez Bjørg David              | Miriam Saalfeld, née von Heidenberg † | 189–520                   | 2006–2007                 | 739–742 (2008)                      |
| Saison 3 – Épisodes 521–703   |                                       |                           |                           |                                     |
| Christof Arnold               | Dr Gregor Bergmeister                 | 134–704                   | 2006–2008                 |                                     |
| Dominique Siassia             | Samia Bergmeister, née Obote          | 356–704                   | 2007–2008                 |                                     |
| Saison 4 – Épisodes 704–914   |                                       |                           |                           |                                     |
| Martin Gruber                 | Felix Saalfeld                        | 273–914                   | 2006–2009                 | 1022–1025 (2010)                    |
| Ivanka Brekalo                | Emma Saalfeld, née Strobl             | 590–914                   | 2008–2009                 | 1019–1025 (2010)                    |
| Saison 5 – Épisodes 934–1117  |                                       |                           |                           |                                     |
| Wolfgang Cerny                | Lukas Zastrow                         | 897–1117                  | 2009–2010                 |                                     |
| Sarah Stork                   | Sandra Zastrow, née Ostermeyer        | 934–1117                  | 2009–2010                 |                                     |
| Saison 6 – Épisodes 1118–1391 |                                       |                           |                           |                                     |
| Uta Kargel                    | Eva Saalfeld, née Krendlinger         | 1087–1391                 | 2010–2011                 |                                     |
| Lorenzo Patané                | Robert Saalfeld                       | 1099–1391                 | 2010–2011                 |                                     |
| Saison 7 – Épisodes 1392–1600 |                                       |                           |                           |                                     |
| Ines Lutz                     | Theresa Burger alias Nina Westphal    | 1377–1600                 | 2011–2012                 |                                     |
| Moritz Tittel                 | Moritz van Norden # 1 né Nero         | 1380–1407                 | 2011                      |                                     |
| Daniel Fünffrock              | Moritz van Norden # 2 né Nero         | 1408–1600                 | 2011–2012                 |                                     |
| Moritz Tittel                 | Konstantin Riedmüller né Nero         | 1391 1814 –               | 2011– 2013                |                                     |
| Saison 8 – Épisode 1601–1814  |                                       |                           |                           |                                     |
| Lucy Scherer                  | marlene riedmuller                    | 1570– 1814                | 2012– 2013                |                                     |
| Moritz Tittel                 | Konstantin Riedmüller né Nero         | 1391– 1814                | 2011– 2013                |                                     |

 saison  9   1815-2066
liza tzschirner pauline stahl  1781-2066 2013 -2014 
christian feist leonard stahl 1778-2066 - 2013 -2014
saison  10  2067 -2265
jenifer nerwkla julia stahl - 2053 - 2265 - 2014 -2015
jan hartmann niklas stahl 2062- 2265 2014-2015
saison  11 2266--2499
magdalena steinleim luisa wegener - 2248 -2502 2015 -2016 
kai albrecht  sebastian wegener - 2053 -2502  2014-2016
saison  12 2500- 2692
jeannine michele wacker clara lechner  2473- 2693 2016 -2017
max alberti   adrian lechner 2487 -2693  2016 -2017
saison  13  2693-2812 
victoria reich ella  kessler  2677 -2812 2017
alaxander milz william  newcombe  2677 -2812 2016 -2017
julia alice ludwig rebecca newcombe  2682-2812  2017
saison  14  2813- 3019
larissa marolt alicia lindbergh  2745 -3019 2017 -2018
sebastian fischer viktor saalfeld 2761-3019 2017-2018
saison 15 3020 3264 
helen barke denise winter  3005-3264
julian schneider joshua winter 2994-3264
saison 16 3265 - 3515
lea wegmann franzi saalfeld  3223-3515  2019 -2020
florian frowein tim saalfeld 3225 -3227  3260 -3515   2019 -2020
saison  17   3516-3729
christina arends maja vogt  3491-3729 2020-2021
arne lober  florian vogt 3491-3729 2020-2021
saison  18  3730-3957
lena conzendorf josie klee 3712 -3957 2021 -2023
sandro kirtzel  2824-3460-  2017-2020  3713-  3957 2021-2023
saison 19 3958-4151
dorothee neff eleni  saalfeld   3910- 4151  2022- 2023
marcel zuschlag  leander saalfeld 3949- 4151  2022- 2023    
saison  20 4152 -4334     
soluna delta kokol  ana alves  4143  4332 2023-2024     
robin shick philipp  Alves  4140 4332  2023 2024     
martin walde vincent ritter 4152 2023     
saison 21 4335     
katharina Scheuba maxi saalfeld 4267 2024     
ellias reichert Henry sydow 4326 2024           

### Acteurs principaux actuels
| Acteur           | Personnage                                      | Épisode(s)     | Saison(s) |
| ---------------- | ----------------------------------------------- | -------------- | --------- |
| Dirk Galuba      | Werner Saalfeld, né Hans-Werner Konopka         | 1–             | 2005–     |
| Sepp Schauer     | Alfons Sonnbichler                              | 1–             | 2005–     |
| Antje Hagen      | Hildegard Sonnbichler, née Hansen               | 1–             | 2005–     |
| dieter bach      | christoph saalfeld                              | 2729           | 2017      |
| sven waasner     | erik klee                                       | 3493           | 2020      |
| tanja lanaus     | yvonne klee                                     | 3753           | 2022      |
|                  |                                                 |                | 2022      |
| Erich Altenkopf  | Michael Niederbuehl alias Dr Michael Niederbühl | 884–           | 2009–     |
| daniela kiefer   | alexandra schwarzbach                           | 3877           | 2022      |
| timo ben schofer | markus schwarzbach                              | 3890           | 2022      |
| laura osswald    | greta bergmann                                  | 4013           | 2023      |
| yeliz simsek     | lale ceylan                                     | 4019-4025-4068 | 2023      |
| Michael baral    | Luis sommer                                     | 4277           | 2024      |
| Pablo sprungala  | Miro falk                                       | 4295           | 2024      |
| isabell stern    | katja saalfeld                                  | 4138           | 2023      |
|                  |                                                 |                |           |

### Acteurs secondaires actuels
| Acteur           | Personnage    | Épisode(s) | Saison(s) | Remarques                  |
| ---------------- | ------------- | ---------- | --------- | -------------------------- |
| michael sandorov | page peter    | 2          | 2005      | Apparitions occasionnelles |
| hanno dobiat     | hanno         | 481        | 2007      | Apparitions occasionnelles |
| patrick ehler    | porter marcel | 3977       | 2023      | Apparitions occasionnelles |
|                  |               |            |           |                            |

### Acteurs du passé
| Acteur                  | Personnage                                               | Épisode(s)                                    | Saison(s)                     |
| ----------------------- | -------------------------------------------------------- | --------------------------------------------- | ----------------------------- |
| Jenny Gröllmann †       | Inge Klinker-Emden # 1                                   | 6–39                                          | 2005                          |
| Christian Rudolf        | Andreas Waagener †                                       | 6–98                                          | 2005–2006                     |
| Claudia Wenzel          | Corinna "Cora" Franke                                    | 1–110                                         | 2005–2006                     |
| Karyn von Ostholt-Haas  | Inge Klinker-Emden #2                                    | 51–117                                        | 2005–2006                     |
| Wookie Mayer            | Viola Hochleitner, née Liebertz                          | 107–184 283–298 1038–1043 1251–1262 1550–1560 | 2006 2006–2007 2010 2011 2012 |
| Simone Heher            | Katharina Klinker-Emden                                  | 4–194                                         | 2005–2006                     |
| Sébastian Deyle         | Maximilian "Maxim" Klinker-Emden                         | 6–124 177–246 1429–1442                       | 2005–2006 2006 2011           |
| Isabella Jantz          | Marie Bruckner/Marie Sonnbichler #1                      | 3–155 184–289                                 | 2005–2006                     |
| Henriette Richter-Röhl  | Laura Saalfeld, née Mahler                               | 1–313 998–1001                                | 2005–2007 2010                |
| Gregory B. Waldis       | Alexander Saalfeld                                       | 1–313 385–387 500–505 1610–1628               | 2005–2007 2007 2012           |
| Miriam Krause           | Helen Marinelli                                          | 169–313 938–980 1193–1205                     | 2006–2007 2009 2010           |
| Florian Böhm            | Mike Dreschke †                                          | 1–101 219–371                                 | 2005–2006 2006–2007           |
| Wayne Carpendale        | Lars Hoffmann †                                          | 69–155 312–371                                | 2006 2007                     |
| Mirja Mahir             | Nora Dammann                                             | 336–471                                       | 2007                          |
| Inez Bjørg David        | Miriam Saalfeld, née von Heidenberg †                    | 189–520 739–742                               | 2006–2007 2008                |
| Isabelle von Siebenthal | Vera Obote, née Roth                                     | 425–580                                       | 2007–2008                     |
| Anna Angelina Wolfers   | Leonie Preisinger                                        | 455–602                                       | 2007–2008                     |
| Wayne Carpendale        | Marc Kohlweyer, adopté, né Hoffmann                      | 517–602                                       | 2007–2008                     |
| Nils Brunkhorst         | Philipp Kronleitner                                      | 567–636                                       | 2008                          |
| Caroline Beil           | Fiona Marquardt †                                        | 477–668                                       | 2007–2008                     |
| Susanne Huber           | Elisabeth Gruber, née Saalfeld †                         | 156–451 663–689                               | 2006–2007 2008                |
| Jessica Boehrs          | Jana Schneider                                           | 572–703                                       | 2008                          |
| Christof Arnold         | Gregor Bergmeister alias Dr Gregor Bergmeister           | 134–704                                       | 2006–2008                     |
| Dominique Siassia       | Samia Bergmeister, adoptée Gruber, née Obote             | 356–704                                       | 2007–2008                     |
| Susan Hoecke            | Viktoria Tarrasch                                        | 329–848 912–914                               | 2007–2009                     |
| Michael Zittel          | Johann Gruber                                            | 247–602 675–711 813–866 906–914               | 2006–2008 2008 2009           |
| Heike Trinker           | Evelyn Konopka alias Dr Evelyn Konopka                   | 707–866                                       | 2008–2009                     |
| Martin Gruber           | Felix Saalfeld, adopté Tarrasch                          | 273–914 1022–1025                             | 2006–2009 2010                |
| Ivanka Brekalo          | Emma Saalfeld, née Strobl                                | 590–914 1019–1025                             | 2008–2009 2010                |
| Lila Nil Gürmen         | Franziska Schoenbauer alias Franziska "Fanny" Schönbauer | 866–934                                       | 2009                          |
| Katharina Kampowsky     | Annika Bruckner †                                        | 872–934                                       | 2009                          |
| Annabelle Leip          | Marie Bruckner #2, née Sonnbichler #2                    | 713–1021 1581–1592                            | 2008–2010 2012                |
| Golo Euler              | Hendrik Bruckner                                         | 869–1021 1587–1592                            | 2009–2010 2012                |
| Gabrielle Scharnitzky   | Cosima Saalfeld, verh. Zastrow, née Hofer †              | 894–1112                                      | 2009–2010                     |
| Wolfgang Cerny          | Lukas Zastrow                                            | 897–1117                                      | 2009–2010                     |
| Sarah Stork             | Sandra Zastrow, née Ostermeyer                           | 934–1117                                      | 2009–2010                     |
| René Oltmanns           | Simon Konopka                                            | 485–1190                                      | 2007–2010                     |
| Johannes Hauer          | Ben Sponheim                                             | 504–1193                                      | 2007–2010                     |
| Eva-Maria May           | Katja Heinemann                                          | 991–1078 1167–1193                            | 2010                          |
| Andreas Borcherding     | Götz Zastrow †                                           | 1054–1296                                     | 2010–2011                     |
| Tobias Dürr             | Markus Zastrow                                           | 1212–1372                                     | 2010–2011                     |
| Nicola Tiggeler         | Barbara von Heidenberg, née Sachtleben †                 | 165–476 721–883 1090–1384                     | 2006–2007 2008–2009 2010–2011 |
| Johanna Bönninghaus     | Lena Zastrow                                             | 1114–1117 1156–1387                           | 2010–2011                     |
| Lorenzo Patané          | Robert Saalfeld                                          | 1–520 998–1001 1099–1391                      | 2005–2007 2010 2010–2011      |
| Uta Kargel              | Eva Saalfeld, née Krendlinger                            | 1087–1391                                     | 2010–2011                     |
| Andreas Thiele          | Jacob Krendlinger                                        | 1082–1088 1119–1396                           | 2010–2011                     |
| Moritz Tittel           | Moritz van Norden # 1, adopté, né Nero #1                | 1380–1407                                     | 2011                          |
| Julia Mitrici           | Sibylle von Liechtenberg (Princesse von Liechtenberg     | 1301–1420                                     | 2011                          |
| Kathleen Fiedler        | Brigitte "Kitty" König                                   | 1364–1496                                     | 2011–2012                     |
| Natalie Alison          | Rosalie Engel                                            | 703–1350 1429–1556 1681–1688                  | 2008–2011 2011–2012 2013      |
| Judith Hildebrandt      | Tania Heinemann, née Liebertz                            | 1–529 957–1599                                | 2005–2008 2009–2012           |
| Ines Lutz               | Theresa Burger alias Nina Westphal                       | 1377–1600                                     | 2011–2012                     |
| Daniel Fuenffrock       | Moritz van Norden #2, adopté, né Nero #2                 | 1408–1600                                     | 2011–2012                     |
| Lili Gesler             | Elena Majoré                                             | 1398–1635                                     | 2011–2012                     |
| Lara Mandoki            | Mandy Meier                                              | 1562–1728                                     | 2012–2013                     |

### Acteurs secondaires du passé
| Acteur                | Personnage                                        | Épisode(s)                                                  | Saison(s)                |
| --------------------- | ------------------------------------------------- | ----------------------------------------------------------- | ------------------------ |
| Peter Fröhlich        | Bruno Matysiak                                    | 63–73                                                       | 2005–2006                |
| Peter Zintner         | Peter Mahler †                                    | 32–35 88–93                                                 | 2005 2006                |
| Julia Haacke          | Nathalie Hoffmann                                 | 122–160                                                     | 2006                     |
| Michael Jaeger        | Carsten Lorenz                                    | 134–135 151–160                                             | 2006                     |
| Andreas Zimmermann    | Sven Maiwald                                      | 181–194                                                     | 2006                     |
| Bruni Loebel †        | Almuth Freifrau von Thalheim †                    | 200–214                                                     | 2006                     |
| Hansi Kraus           | Oskar Schwarzenbeck                               | 319–371                                                     | 2007                     |
| Robert Spitz          | Andy Zacher †                                     | 404–420                                                     | 2007                     |
| Silvia Seidel †       | Rita von Scharndorf                               | 406–425                                                     | 2007                     |
| Marian Loesch         | Jonas Nebel                                       | 232–244 287–292 445–453                                     | 2006 2007                |
| Aloysius Itoka        | Joshua Obote †                                    | 527–571                                                     | 2008                     |
| Olga Kolb             | Kira Szepanski                                    | 676–699                                                     | 2008                     |
| Vanessa Jung          | Karla Müller                                      | 761–781                                                     | 2009                     |
| Daniel Schaefer       | Fred Neumann †                                    | 785–793                                                     | 2009                     |
| Hans Heller           | Herbert Sponheim                                  | 793–805                                                     | 2009                     |
| Horst Janson          | Paul Wielander alias Dr Paul Wielander †          | 755–774 831–834                                             | 2008–2009                |
| Verena Zimmermann     | Sonja Felder                                      | 789–805 835–850                                             | 2009                     |
| Werner Haindl         | Karl Strobl                                       | 847–855 913–914                                             | 2009                     |
| Marijam Agischewa     | Susanne Bruckner                                  | 919–929                                                     | 2009                     |
| Bjorn Grundies        | Harald "Harry" Lugauer                            | 980–1017                                                    | 2009–2010                |
| Joseph M’Barek        | Jimmy Engelhard                                   | 819–830 1042–1045                                           | 2009 2010                |
| Steffen Nowak         | Philipp Octoir                                    | 960–969 1102–1108                                           | 2009 2010                |
| Isis Krüger           | Astrid Ostermeyer                                 | 934–1117                                                    | 2009–2010                |
| Arthur Galliadin      | Yordan Zerwenkow                                  | 384–409 1121–1125                                           | 2007 2010                |
| Matthias Beier        | Alain Briand †                                    | 1144–1179                                                   | 2010                     |
| Marie-Ernestine Worch | Konopk, née Steenkamp                             | 1111–1190                                                   | 2010                     |
| Wolfgang Riehm        | Jasper Steenkamp                                  | 1127–1137 1186–1190                                         | 2010                     |
| Olivia Pascal         | Felicitas Strehle                                 | 1090–1110 1217–1223                                         | 2010 2010–2011           |
| Angela Ascher         | Sabrina "Chandana" Wagner                         | 1208–1235                                                   | 2010–2011                |
| Christiane Blumhoff   | Cordula van Dering                                | 721–736 1240–1243                                           | 2008 2011                |
| Wolfgang Freundorfer  | Franz Hochleitner                                 | 163–184 283–298 1251–1262                                   | 2006 2006–2007 2011      |
| Patrick Wolff         | Stephan Winter                                    | 1160–1170 1276–1278                                         | 2010 2011                |
| Luise Deschauer       | Käthe Hansen                                      | 1262–1325                                                   | 2011                     |
| Sabine Bach           | Jenny Fürstin von Liechtenberg, née Zimmermann    | 1330–1356                                                   | 2011                     |
| Wolfgang Grindemann   | Axel Brunner alias Dr Axel Brunner                | 322–323 1105–1106 1339–1360                                 | 2007 2010 2011           |
| Amadeus Bodis         | Steffen Oestreich alias Dr Steffen Oestreich #2 † | 1366–1369                                                   | 2011                     |
| Daniela Kiefer        | Nadja Loewenstein alias Dr Nadja Löwenstein       | 1344–1370                                                   | 2011                     |
| Holger C. Gotha       | Curd Heinemann                                    | 1066–1078 1270–1291 1372–1387                               | 2010 2011                |
| Lea Marlen Woitack    | Deborah Ann "Debbie" Williams                     | 1344–1396                                                   | 2011                     |
| Janusz Cichocki       | Jenö Majore                                       | 1398–1410 1432–1435                                         | 2011                     |
| Aviva Joel            | Pilar Riedmüller †                                | 1391–1392 1483–1498                                         | 2011 2012                |
| Leander Lichti        | Christian Weidenfels                              | 1489–1504                                                   | 2012                     |
| Mark-Alexander Solf   | Jan Augustin                                      | 1507–1516                                                   | 2012                     |
| Anna Lena Class       | Lilly Schürmann                                   | 1516–1533                                                   | 2012                     |
| Kerstin Gähte         | Nicola Westphal †                                 | 1499–1553                                                   | 2012                     |
| Nina Schmieder        | Kristin Nörtlinger                                | 1517–1582                                                   | 2012                     |
| Ralph Schicha         | Hans Burger                                       | 1528–1552 1590–1599                                         | 2012                     |
| Christoph Wettstein   | Urs Grosswihler                                   | 890–892 910–913 984–987 1332–1333 1392–1395 1450, 1635–1644 | 2009 2011 2012           |
| Sepp Schauer          | Gustl Moosburger                                  | 986–992 1023–1033 1307–1325 1667–1671                       | 2009–2010 2010 2011 2012 |
| Tobias Hoesl          | Ari Fleischmann                                   | 1669–1683                                                   | 2012–2013                |
| Sara Sommerfeldt      | Gerlind Vierbrock                                 | 1676–1683                                                   | 2013                     |
| Mirco Wallraf         | Gonzalo Pastoriza                                 | 1689–1701                                                   | 2013                     |
| Janis Kilian Witting  | Mike Bärmann                                      | 1706–1715                                                   | 2013                     |
| Alfonso Losa          | Thiago Hildebrandt                                | 1717–1728                                                   | 2013                     |

### Guest stars et invités
| Acteur             | Personnage                                                 | Épisode(s)          | Saison(s) |
| ------------------ | ---------------------------------------------------------- | ------------------- | --------- |
| Patrick Lindner    | Patrick Lindner                                            | 117–118             | 2006      |
| Monica Lierhaus    | Monika Winter                                              | 445–446             | 2007      |
| Maria Höfl-Riesch  | Maria Riesch                                               | 666                 | 2008      |
| Ramona Leiss       | Helga Hoelzl/Helga Hölzl                                   | 696–701             | 2008      |
| Florian Simbeck    | Dr Klein                                                   | 863–865             | 2009      |
| Rolf Schimpf       | Korbinian Niederbuehl alias Dr Korbinian Niederbühl †      | 894–896             | 2009      |
| Thomas Gottschalk  | Thomas Gottschalk                                          | 895                 | 2009      |
| Albert Fortell     | Wolfgang Degen alias Dr Wolfgang Degen                     | 1061–1067           | 2010      |
| Nina Ruge          | Nina Ruge                                                  | 1154–1156           | 2010      |
| Selene Gandini     | Tiziana Laroso                                             | 1193–1195           | 2010      |
| Fabio Mazzari      | Carlo Marzoni                                              | 1193–1195           | 2010      |
| Enrico Mutti       | Gianni Marzoni                                             | 1193–1195           | 2010      |
| Andreas Geremia    | Andreas Geremia                                            | 1259–1262           | 2011      |
| Bobby Schottkowski | Bobby Schottkowski                                         | 1259–1262           | 2011      |
| Günter Bubbnik     | David Kupferschmidt                                        | 1388–1391           | 2011      |
| Jacques Breuer     | Leopold Huber alias Dr Leopold Huber                       | 1397–1410 1563–1564 | 2011 2012 |
| Timothy Peach      | Dr Erhardt                                                 | 1412–1421           | 2011      |
| Alexander Mazza    | Viktor Sparmann                                            | 1435–1440           | 2011      |
| Magdalena Neuner   | Magdalena Neuner                                           | 1446–1449           | 2012      |
| Annelinde Gerstl   | Fleur Baecker/Fleur Bäcker, née Legrand                    | 1577–1581           | 2012      |
| Stéphanie Kellner  | Isabell Kaiser-Wollbach alias Dr Isabell Kaiser-Wollbach † | 1618–1621           | 2012      |
| Simon Pearce       | Jamal Maboko                                               | 1659–1663           | 2012      |
| Kathi Leitner      | Bärbel Zwick                                               | 1675–1679           | 2012–2013 |

## Saisons et résumés des épisodes

### Contexte et intrigues de la saison 7 (épisodes1 392à1 600en Allemagne) diffusée en France
Le début de la 7e saison (la première diffusée en France) se déroule dans un contexte mouvementé : l'hôtel Fürstenhof a été dernièrement ravagé par une explosion lors du mariage d'Eva Krendlinger (enseignante en maternelle devenue serveuse et nourrice entre la 5e et 6e saison de la série) et de Robert Saalfeld, le fils cuisinier des propriétaires et directeurs de l'hôtel Werner et Charlotte Saalfeld (cette dernière détient encore 10 % des actions de l'hôtel). Cette explosion fait suite à l'enlèvement d'Éva par la psychopathe Barbara von Heidenberg, ancienne épouse de Werner Saalfeld. Celle-ci retenait Éva, mais Robert parvient à la libérer dans les bois en déstabilisant Barbara qui en fuyant reçoit une balle de revolver dans la jambe. Dans les bois, Barbara rencontre Moritz van Norden, le fils de Doris van Norden, une courtière immobilière ayant une relation avec Werner Saalfeld. La voyant blessée, Moritz lui vient en aide et part chercher des secours. Mais Barbara, recherchée de tous, fuit et parvient à se cacher. Elle prépare alors un plan pour se venger. Apprenant le futur mariage de Robert et Éva, elle prépare un cadeau qu'elle envoie à l'hôtel. Ce cadeau contient une bombe. Il est placé avec les autres cadeaux dans le restaurant de l'hôtel. Se rendant compte in extremis de la nature du cadeau et du drame qui se joue, le personnel de l'hôtel localise le cadeau et fait évacuer l'hôtel. Mais Barbara, qui assiste à la scène de panique depuis l'extérieur, déclenche la bombe et une grande explosion enflamme l'hôtel. Par chance, il n'y aucun mort, mais quelques blessés. Moritz van Norden, amoureux de Theresa Burger, la propriétaire d'une brasserie en faillite abandonnée par son père à proximité de l'hôtel, avec laquelle il s'était disputé peu de temps auparavant, part à sa recherche dans l'hôtel en feu, la retrouve inconsciente dans le local du personnel et la sauve. Celle-ci est conduite à l'hôpital et une histoire d'amour commence alors entre eux. Peu de temps après, les propriétaires de l'hôtel, dont Werner Saalfeld et son ex-femme Charlotte, évaluent les dégâts causés par l'explosion et les travaux de rénovation commencent afin de rouvrir au plus tôt l'hôtel dont la décoration est pour l'occasion revue dans un style plus "romantique". De leur côté, après tous ces événements tragiques, Robert et Éva, nouvellement mariés, décident de quitter l'hôtel Fürstenhof et de démarrer une nouvelle vie à Vérone en Italie où ils ont trouvé un restaurant qu'ils comptent gérer ensemble. Dans le même temps, Barbara, traquée, tente de s'enfuir par les airs de la ville de Vagen où est localisé l'hôtel. Mais après une chute de plusieurs mètres alors qu'elle attendait un hélicoptère qui devait lui permettre de s'échapper, elle tombe dans des sables mouvants et, dans l'incapacité de se dégager à cause de sa jambe qui la fait terriblement souffrir, meurt noyée.
L'intrigue de cette saison tourne autour des personnages de Moritz van Norden et Theresa Burger. Celle-ci, après avoir obtenu son diplôme de maître-brasseur, revient de Berlin et constate avec surprise et stupéfaction que l’affaire familiale, la brasserie Burger Brau, est complètement délabrée, à l’abandon et criblée de dettes. Contrairement aux avertissements de sa meilleure amie d’enfance, la consultante et serveuse à l'hôtel Kitty König, elle décide de reprendre la production et de réaménager la brasserie. Sur les lieux, en nettoyant les vieux fûts de bière, elle rencontre l’architecte Moritz van Norden et tous les deux tombent immédiatement amoureux l’un de l’autre, mais il faut attendre la tragique explosion de l'hôtel pour qu'ils commencent une vraie relation, car auparavant Moritz tente de dissuader Theresa de reprendre l'affaire de son père, ce qui provoque des tensions entre les deux amoureux.
De son côté, la mère de Moritz van Norden, Doris van Norden, courtière immobilière et propriétaire de l’entreprise de construction Van Norden, rencontre un groupe d’investisseurs représenté par un certain M. Grosswihler qui souhaite construire des biens de luxe à proximité de l’hôtel Fürstenhof. Mais ces investisseurs n’acceptent de faire affaire avec Doris qu’à la condition que la brasserie de Theresa, non loin de l’hôtel, soit rasée. Doris van Norden, qui a une relation avec le directeur de l’hôtel Fürstenhof, Werner Saalfeld, n’hésite pas à trahir la petite amie de son fils pour satisfaire les attentes de ses nouveaux clients, leur assurant que si tel est leur souhait, la brasserie sera rasée. Elle pousse alors son fils à raisonner sa nouvelle petite-amie en lui demandant de faire en sorte qu'elle abandonne la brasserie de l'hôtel pour en acheter une autre. Elle met en garde son fils en lui précisant que s'ils ne mènent pas à bien le projet immobilier de M. Grosswilher, c'est leur propre entreprise familiale qui risque de faire faillite. Moritz est alors pris entre le désir de maintenir l'entreprise familiale à flot et son amour pour Theresa, qu'il ne peut trahir. Il pousse finalement Theresa à envisager l'idée de vendre sa brasserie pour en acheter une autre et repartir sur des bases plus saines. Theresa, au départ, ne semble pas prête à abandonner l'affaire familiale et se querelle avec Moritz. Mais après avoir reçu la visite de M. Grosswilher qui lui indique qu'il a appris que sa brasserie allait être mise aux enchères publiques, elle se résigne à trouver une nouvelle brasserie et se réconcilie avec Moritz.
Mais Werner Saalfeld soupçonne l'investisseur M. Grosswilher de vouloir acheter des parts de l'hôtel détenues jusque-là par la banque. Et ses inquiétudes se renforcent quand il apprend que son frère André Konopka, le chef étoilé de l'hôtel, a informé M. Grosswilher que la banque détenait des parts de l'hôtel. Werner est inquiet, car il pense que Grosswilher a pour objectif de prendre le contrôle de l'hôtel, qui est en difficulté financière. André, frustré que son frère ne l'ait pas associé à la direction de l'hôtel quand il a réussi à en reprendre le contrôle, cherche à trouver un bon investissement pour placer une partie de sa nouvelle fortune. En effet, celui-ci vient de toucher une petite fortune en mettant la main sur les bijoux précieux de Barbara von Heidenberg, l'ex-femme de son frère Werner, dernièrement décédée en tentant de fuir la ville après l'explosion de l'hôtel dont elle était à l'origine. Après avoir été dissuadé dans un premier temps par Doris van Norden d'investir dans la brasserie en faillite de Theresa, André Konopka décide finalement de la rejoindre et lui offre 100 000 € pour remettre sa brasserie sur les rails.
Dans le même temps, le Dr Michael Niederbühl, proche de Charlotte Saalfeld (actionnaire de l'hôtel Fürstenhof à hauteur de 10 % et directrice avec Werner Saalfeld) , voit d’un très mauvais œil que sa fille Debbie (Deborah Ann Williams) entretienne une relation amoureuse avec Jacob Krendlinger, le frère d’Éva et le palefrenier de l’hôtel Fürstenhof. En effet, Michael n’a pas pardonné à Jacob d’avoir été l’amant de Rosalie Engel avec qui il entretenait lui-même une relation amoureuse. Il met en garde sa fille en lui indiquant que Jacob est un don Juan qui n’a eu de cesse de multiplier les relations, notamment avec Rosalie ou encore Sybille Zimmermann. Mais Debbie se moque de l’avis de son père et lui annonce très vite qu’elle souhaite travailler aux côtés de Jacob comme fermière. Son Père lui rappelle alors que son semestre à l’université de Hambourg, où elle a obtenu une bourse d'études, commence dans quelques semaines et que son idée de devenir fermière n’est vouée qu’à la rendre malheureuse à terme. Quand Debbie apprend à son père qu’elle compte gérer une ferme aux côtés de Jacob en Italie, près de Vérone, non loin du restaurant d’Éva et Robert, celui-ci est furieux. Toutefois, après réflexion, Debbie lui annonce qu’elle va reprendre ses études d’architecte en Italie près de Vérone pour rester proche de Jacob et que sa mère a déjà accepté de lui payer la moitié de la somme nécessaire pour intégrer une université. Michael refuse dans un premier temps de lui donner l’autre moitié de la somme, mais finalement accepte, se rendant compte que l’histoire d’amour entre sa fille et Jacob est bien réelle et qu'il ne pourra rien n’y changer.
Neils Heinemann et Tania Liebertz sont mariés depuis quelque temps. Leur rencontre a lieu dans un contexte particulier : Neils a aidé Tania à retrouver le père de son fils Fabien. Et son père n’est autre que le Dr Michael Niederbühl, encore très proche de Tania, ce qui n’est pas sans provoquer des tensions au sein du couple. Après l’explosion de l’hôtel, Neils Heinemann, qui est l’entraîneur fitness et sportif de l’hôtel, est gravement blessé et passe un long moment à l’hôpital où il subit de nombreuses interventions avant d’enfin en sortir. Néanmoins, il semble subir un choc post-traumatique important et sa femme Tania lui conseille de consulter un psychiatre. Après un refus catégorique, il accepte finalement et doit suivre un traitement médicamenteux lourd qui doit lui permettre de le soulager de ses terreurs et de retrouver une vie normale. Depuis l’explosion, il est dans l’incapacité physique et mentale de retourner à l’hôtel, mais il finit par surmonter peu à peu ses peurs grâce à sa femme qui l'aide au quotidien.
Kitty König, une consultante d’affaire qui a travaillé un temps pour Doris van Norden avant de devenir serveuse à l’hôtel Fürstenhof, conseille à son ami Neils de ne pas dépendre des médicaments, car elle-même l’a été à une époque. Elle lui demande de lui confier ses médicaments, ce qui provoque la colère de Tanja qui lui demande de rendre à son mari ses médicaments et de ne pas se mêler de ses affaires de famille. Kitty appelle Neils pour s’excuser et lui rendre ses cachets, mais elle en conserve une partie et doit de plus en plus lutter pour ne pas retomber dans la spirale de la dépendance aux médicaments. En effet, obsédée par sa carrière et sa réussite, elle était déjà tombée dans le passé dans un cercle vicieux et absorbait des médicaments qui lui permettait de rester en forme et très active au quotidien. Mais cette consommation excessive l'avait rendue dépendante. Elle retombe dans ce travers et consomme les cachets subtilisés à Neils. Son ami Xavier Steindl, le concierge de l’hôtel Fürstenhof, avec qui elle participe à un concours de théâtre pour gagner 5 000 €, se rend compte de son addiction et se met en colère, la mettant en garde. Kitty, ne sachant que faire, lui demande de l’aider à sortir de cette spirale, ce qu’il accepte de faire. De son côté, Sybille Zimmermann, femme de chambre à l’hôtel ayant été un temps proche de Jacob, a du mal à cacher ses sentiments pour Xavier Steindel, et quand il lui demande de participer au concours de théâtre avec lui, elle dit n’avoir aucune compétence pour cela. Elle le regrette ensuite quand elle constate qu’il y participe finalement avec Kitty. Elle décide alors de se lancer elle aussi dans le concours et André Konopka, qui a vu son annonce, lui propose d’être son partenaire, car il a une bonne expérience théâtrale acquise à Londres.
Parallèlement, à Buenos Aires, en Argentine, un jeune homme nommé Konstantin Riedmüller apprend dans une lettre laissée par sa mère qui vient de mourir qu’elle l’a en réalité adopté alors qu’il n’était encore qu’un nourrisson. Sa mère biologique, qui n'avait pas les moyens d'assumer deux enfants, l'a abandonné à la naissance. Il apprend aussi que cette dernière vit en Allemagne avec son frère jumeau. Contre les conseils de sa tante, connue sous le nom de tante Pilar, il décide de partir pour l’Allemagne, à Munich, afin de les rencontrer. Arrivé à Munich, il apprend d'une voisine que Doris van Norden, sa mère biologique, et son frère Moritz sont actuellement à l'hôtel Fürstenhof.
Une fois arrivé sur place à l'hôtel Fürstenhof, Konstantin observe de loin son frère jumeau Moritz avec sa petite-amie Theresa. À plusieurs reprises, Konstantin rencontre des personnes proches de Moritz : Werner Saalfeld ou encore le Dr Michael Niederbühl, ce qui le met dans une situation délicate. Et alors que Moritz est en déplacement à Munich, Konstantin tombe accidentellement sur Theresa qui vient peu de temps avant de raccrocher d’avec Moritz, en réunion à Munich. La jeune femme est stupéfaite de le trouver là, mais, pensant à une surprise de dernière minute, l’embrasse, ne se doutant pas qu’il ne s’agit pas de Moritz, mais de son frère jumeau, Konstantin.
À son retour de Munich, lorsque Moritz apprend de nouvelles prétendues rencontres qui n'ont jamais eu lieu, il est de plus en plus suspicieux et essaye de tirer les choses au clair. Ses soupçons se renforcent et le hasard le fait rencontrer son frère jumeau Konstantin qui se trouve sur un pont à l’extérieur. Comprenant que ce dernier a trompé son entourage et s’est fait passer pour lui, il l’accuse très vite d’être un usurpateur, refusant de croire qu’il s’agit de son frère jumeau. Il commence alors à bousculer Konstantin et une bagarre éclate entre les deux hommes. Konstantin, en se défendant, donne un coup de poing à Moritz qui le propulse par-dessus la rambarde du pont. Moritz fait une chute de plusieurs mètres et tombe à l’eau. Après de longues recherches infructueuses, Konstantin ne retrouve pas son frère jumeau et, rongé par la culpabilité, n’a alors plus d’autre choix que d’endosser définitivement l’identité de son frère pour éviter d’être accusé. Peu de temps après, Moritz est retrouvé sur les berges par deux Roms qui passaient par là, Elena Majore et son père Jeno, qui l’envoient à l’hôpital, mais, défiguré par ses blessures, personne ne peut le reconnaître. L’étau se resserre alors sur Konstantin qui a de plus en plus de mal à masquer sa véritable identité auprès de la mère de Moritz, Doris, et même de Theresa, sa petite-amie...
Quelque temps après ces événements, à la surprise générale, Rosalie Engel fait son retour au Fürstenhof aux bras d'un ancien groom de l'hôtel Maxim Klinker-Emden. Rosalie fut un temps actionnaire et directrice de l'hôtel Fürsten avant de quitter les lieux après une avoir trompé le Dr Michael Niederbühl avec Jacob Krendlinger. Dès son arrivée, Kitty, qui a eu par le passé des problèmes avec Maxim, lui conseille de se méfier de lui. Alors que Julius König croise Rosalie, il se rend compte que son visage lui est familier et pour cause : il s'agit de sa fille et donc de la sœur de Kitty !

## Diffusion internationale
Le feuilleton est diffusé sur près de 20 chaînes dans le monde entier. En Autriche, la série est diffusée depuis 2006 sur ORF 2. La diffusion a commencé à partir de l’épisode 166. Un résumé des épisodes 1 à 165 fut diffusé en guise de pilote. Les droits de tous les épisodes ont ensuite été acquis par STV (Slovaquie), LTV1 (Lettonie), TV 3 (Lituanie), TV3 (Estonie) et Rete 4 (Italie). Rete 4 diffuse la série sous le nom de Tempesta d’amore. Nova TV en Bulgarie diffuse la série depuis la fin du mois de juillet 2009 sous le titre traduit Les vents de l’amour. Vitaya en Belgique diffuse la série sous son titre original Sturm der liebe. La chaîne polonaise Puls la diffuse sous le nom de Burza uczuć, la chaîne finlandaise Sub sous le titre de Lemmen viemää et la chaîne islandaise RÚV sous le titre Ástareldur (Le Feu de l’Amour').

## Acquisition de la série parFrance Télévisions
Selon des informations de TéléObs (supplément télé du Nouvel Observateur), les droits de diffusion de cette série sur France Télévisions auraient été acquis pour 4 à 5 millions d'euros et c'est le Président-Directeur général de France Télévisions lui-même, Rémy Pflimlin, qui aurait mené directement les négociations avec le distributeur du programme.

## Audiences en France
Les débuts du Tourbillon de l'Amour en France sont pour le moment mitigés. Le premier épisode du feuilleton, diffusé le mardi 2 avril 2013 dès 16 h 5, a attiré près de 400 000 téléspectateurs soit 6,7 % du public. Mais l'audience du deuxième épisode a été divisée par deux : 252 000 téléspectateurs étaient présents soit 3,8 % du public. Le troisième épisode a permis une petite remontée : 300 000 téléspectateurs ont retrouvé la série soit 4,7 % du public. Durant sa deuxième semaine de diffusion, Le Tourbillon de l'amour n'a pas réussi à gagner des téléspectateurs. En effet, le mercredi 10 avril, la série a été suivie par moins de 250 000 personnes, soit 3.4 % du public présent devant la télévision entre 16 h 5 et 16 h 50. À cette heure, France 2 a été devancée par l'ensemble des chaînes de la TNT à l'exception de France 4 et Arte. Après un mois de diffusion (23 épisodes), le feuilleton est arrêté par France 2 à cause d'une audience jugée insuffisante.